# Édouard Colonne
Édouard Judas Colonne, född 23 juli 1838 i Bordeaux, Frankrike, död 28 mars 1910 i Paris, var en fransk dirigent och violinist.

## Biografi
Colonne var son och sonson till italienska musiker av judisk härkomst. Redan från åtta års ålder spelade han flagoelettflöjt och ackordion. Han började att lära sig spela violin och från 1855 studerade han vid Konservatoriet i Paris, där han vann första pris i både harmoni och violin.
Åren 1858–1867 var han förste violinist vid operan i Paris samtidigt som han spelade andra violin i Lamourex-kvartetten. År 1871 dirigerade han konserter på Grand-Hôtel och 1873 Jules Massenets musik vid iscensättningen av Les Érinnyes.
Colonne grundade 1873 Concert national, senare efter dess lokal benämnd Concerts du Châtelet eller Concerts Colonne. Särskilt märktes Colonnes stora intresse för verk av Hector Berlioz.
År 1878 träffade han Tjajkovskij under dennes besök i Paris, och efter att ha dirigerat premiären av hans 4:e symfoni uppehöll de kontakten, vilket gav Colonne möjlighet till att göra konserter i Ryssland.
Colonne uppmärksammades för sitt intresse för Berlioz, som då var mer ansedd i de engelsk- och tyskspråkiga länderna än i Frankrike. Dessutom utmärkte sig Colonne för sitt stöd för Wagners, Mahlers och Saint-Saëns musik.